# Le Grand Méliès
Le Grand Méliès és un curtmetratge documental francès de 1952 dirigit per Georges Franju sobre la vida del pioner del cinema Georges Méliès.

## Repartiment
- Jehanne d'Alcy - Ella mateixa
- François Lallement - Narrador (veu)
- André Méliès - Georges Méliès
- Marie-Georges Méliès - Ella mateixa / narradora